# Catala
Catala – rodzaj pluskwiaków różnoskrzydłych z rodziny zajadkowatych.

## Taksonomia
Rodzaj został opisany przez A. Villiersa w 1951 roku jako monotypowy. Jego gatunkiem typowym jest Catala roseonigra Villiers, 1951.

## Występowanie
Wszystkie należące tu gatunki są endemitami Madagaskaru.

## Systematyka
Dotychczas opisano 5 gatunków z tego rodzaju:
- Catala annulata Chłond et Junkiert, 2011
- Catala armata Villers, 1961
- Catala flavipes Villers, 1961
- Catala nigrina Villers, 1961
- Catala roseonigra Villers, 1951